# Anne Lister
Anne Lister (Halifax, 3 aprile 1791 – Kutaisi, 22 settembre 1840) è stata una diarista e proprietaria terriera inglese.
Nel corso della sua vita scrisse oltre settemilasettecento pagine di diario, in cui aveva annotato scrupolosamente i dettagli della sua vita privata e lavorativa. A un sesto di questi diari, scritti in un codice segreto derivato dal greco antico e dell'algebra, Lister affidò i dettagli della sua relazione sentimentale con la compagna Ann Walker. Lister viene ricordata come la prima lesbica moderna non solo per come comprendeva e descriveva la propria omosessualità, ma anche per il suo modo di viverla apertamente. Durante la sua vita, Anne Lister sperimentò sporadici episodi omofobi ai suoi danni e si recò a incontrare le signore di Llangollen.

## Biografia
Anne Lister nacque ad Halifax nel 1791, figlia secondogenita del capitano Jeremy Lister e di Rebecca Battle. I Lister ebbero sei figli, quattro maschi e due femmine, ma solo Anne e la sorella minore Marian sopravvissero fino all'età adulta. Tra il 1801 e il 1805 Lister fu educata privatamente a casa dal reverendo George Skelding, mentre all'età di sette anni cominciò ad andare in una scuola locale gestita da Mrs Hagues e Mrs Chettle. Nel 1804 Anne Lister fu mandata in un collegio a York, dove conobbe il suo primo amore, la coetanea Eliza Raine. La relazione tra le due adolescenti fu interrotta quando Anne fu espulsa, probabilmente in seguito alla scoperta della relazione. Le speranze della giovane Raine di riprendere il rapporto con Lister una volta raggiunta l'età adulta fu prontamente disattesa: Anne Lister infatti ebbe diverse liaisons con altre giovani donne conosciute a York, tra cui Isabella Norcliffe e Mariana Belcombe. Durante gli anni di scuola, Lister sviluppò un grande amore e conoscenza per la Grecia classica, la sua storia e la sua lingua.

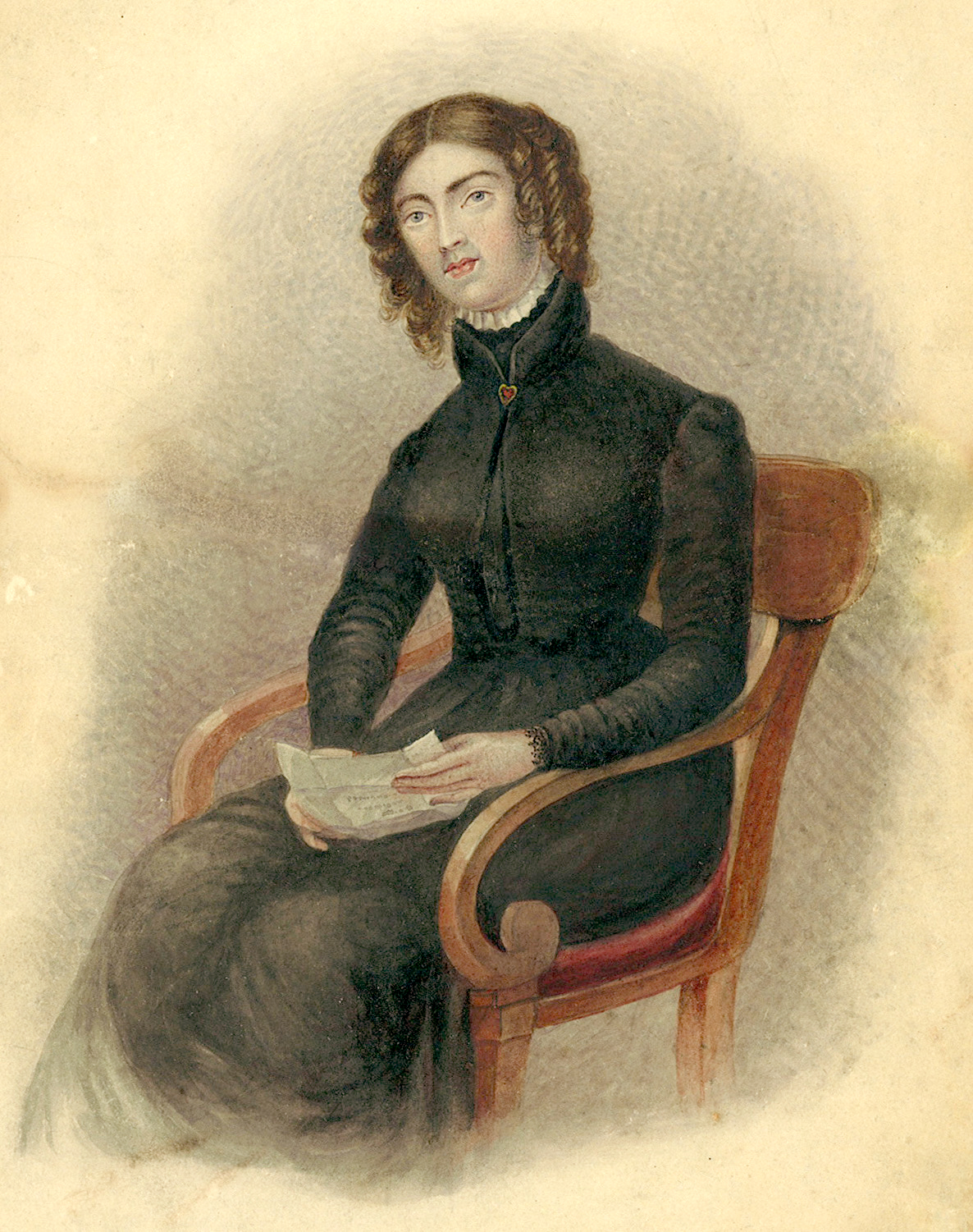
Anne Lister in un acquarello del 1822

Dal 1819, all'età di ventotto anni, fece il suo primo viaggio in Europa, rimanendo a Parigi per due mesi con la zia omonima, di cinquantaquattro anni. Dopo due mesi in Francia con la zia, Anne Lister tornò a Parigi nel 1824 e ci rimase fino all'anno seguente. Nel 1826 tornò nella capitale francese con la zia e riallacciò una relazione con Maria Barlow, con cui aveva avuto un fling durante il suo viaggio precedente. Nel 1827 Anne, insieme a Maria Barlow e Jane Barlow (figlia di Maria) fecero un tour nel Nord Italia e della Svizzera. Il soggiorno continentale delle Lister si protrasse per quasi due anni e zia e nipote tornarono in patria nel 1828. Nel 1829, all'età di trentotto anni, tornò a Parigi, da cui partì per ulteriori viaggi in Belgio, Germania e a sud dei Pirenei; qui diede prova di grande prestanza fisica scalando il Monte Perdido nell'agosto del 1830. Dopo essere tornata in Inghilterra nel 1831, la vita con il padre e la sorella le risultò talmente insopportabile da costringerla a ripartire immediatamente, questa volta per una visita dei Paesi Bassi con Mariana Lawton.
Nel 1826 ereditò dallo zio James Lister la tenuta storica di Shibden Hall, dove già era andata a vivere nel 1815. La tenuta e i suoi possedimenti divennero dunque la sua principale fonte di reddito e la situazione di discreto agio economico le permise una libertà sconosciuta alla gran parte delle donne dell'epoca. Oltre alle terre di Shibden Hall, Lister poteva contare su diverse proprietà in città, quote negli incassi e nella gestione del canale e dell'industria ferroviaria, oltre che della miniera di carbone che la stessa Lister fece aprire e scavare nel 1835 (la Walker Pit). Dopo diverse relazioni durante i suoi viaggi in Europa, Anne Lister instaurò una relazione stabile con l'ereditiera Ann Walker. Nel 1834 le due celebrarono la loro unione all'Holy Trinity Church di York, in cui ricevettero la comunione insieme la domenica di Pasqua del 30 marzo 1834. La cerimonia non ebbe valore legale, ma viene comunque ricordato come il primo matrimonio lesbico nella storia del Regno Unito, dato che Anne Lister e Ann Walker si considerarono a tutti gli effetti sposate da quel giorno. Le due donne vissero insieme fino alla morte di Anne Lister nel 1840.
Dopo le nozze, Anne Lister e Ann Walker andarono in luna di miele in Francia e Svizzera e la coppia viaggiò di nuovo insieme nel 1838, quando Lister divenne la prima persona documentata (con tanto di certificato ufficiale) a raggiungere la cima del Vignemale in diciassette ore. Il suo ultimo viaggio importante avvenne nel 1839, quando lasciò Shibden Hall per l'ultima volta con Ann Walker e due domestici per un viaggio attraverso la Francia, la Danimarca, la Svizzera e la Russia. Nel settembre 1839 la coppia arrivò a San Pietroburgo, mentre il mese successivo raggiunsero Mosca. Nonostante la riluttanza di Ann Walker, la coppia intraprese anche un viaggio nelle regioni meridionali della Russia lungo il Volga, fino ad arrivare nella regione del Caucaso. Anne Lister morì di febbre (probabilmente causata da una puntura d'insetto) a Kutaisi, nell'attuale Georgia, il 22 settembre 1840, all'età di quarantanove anni. La moglie Ann Walker curò il rientro della salma via mare in Inghilterra, dove Lister fu sepolta nella chiesa parrocchiale di Halifax il 29 aprile 1841. Anne Lister lasciò Shibden Hall e tutti i suoi possedimenti a dei cugini paterni, pur lasciando nel proprio testamento una rendita vitalizia e la totale disponibilità di Shibden Hall ad Ann Walker finché fosse stata viva o non si fosse risposata (dopo il loro matrimonio, le due avevano cambiato i propri testamenti in favore l'una dell'altra). La diarista era di fede anglicana e sostenitrice delle politiche Tory.

## I diari
Nel corso della sua vita, Anne Lister scrisse 7720 pagine di diario, per un totale di ben oltre quattro milioni di parole. Iniziò il suo diario nel 1806 su ritagli di carta, annotando messaggi segreti mandati ad Eliza Raine. Al momento della sua morte i diari constavano di quaranta quaderni. Un sesto del loro contenuto, essenzialmente le parti relative alle sue relazioni con donne, era crittografato utilizzando un codice che consisteva di una combinazione di lettere greche, punteggiatura, simboli algebrici e zodiacali.
Nei suoi diari esplorava con grande introspezione la propria identità di omosessuale, così come i suoi sentimenti e desiderio per altre donne, oltre che i suoi metodi di seduzione. I diari sono un'importante testimonianza sociale, politica ed economica degli eventi del tempo, dato che Lister annotava minuziosamente le consuetudini sociali e altri dati come distanze, condizioni meteo, dettagli sugli affari ed eventi di rilevanza locale e nazionale.
Uno dei discendenti di Anne Lister, John Lister (1847–1933), che aveva ereditato Shibden Hall nel 1867, alla morte del padre, il dottor John Lister Senior (che ne era entrato in possesso nel 1855, dopo la morte di Ann Walker) era fondatore e presidente della Halifax Antiquarian Society. Trovati i 24 "Diari e Taccuini di Mrs. Lister" rilegati in copertine di pelle marmorizzata, li ritenne una preziosa risorsa per ricostruire la storia locale e ne pubblicò una serie di estratti nell'Halifax Guardian, tra il 1887 e il 1892, nella sua rubrica intitolata "Vita sociale e politica di Halifax cinquant'anni fa".
Insieme con l'amico e antiquario Arthur Burrell, John Lister riuscì a decifrare parzialmente alcuni passaggi criptati. Scandalizzato dal contenuto, che trovò "molto sgradevole". Burrell consigliò all'erede di bruciare i diari, ma Lister rifiutò e optò invece per rimetterli ordinatamente su delle mensole dietro la boiserie della stanza di Shibden Hall che Anne Lister aveva usato come studio, dove li aveva trovati.
La Halifax Corporation, nuova proprietaria di Shibden Hall dopo la morte di John Lister, trasformò la casa in un museo e rinvenne gli incartamenti e i diari. Il bibliotecario comunale, Edward Green, incuriosito dalle parti criptate, riuscì a rintracciare Burrell, che gli consegnò i suoi appunti per decriptare i diari, ma lo mise in guardia anche sulle "dicerie che ancora circolavano ad Halifax sul conto di Miss Lister". Il codice fu pertanto conservato in cassaforte nella biblioteca di Halifax. Muriel Green (1909–1997), figlia del bibliotecario comunale e apprendista bibliotecaria a sua volta, effettuò un inventario dei documenti di Shibden Hall ed usò 395 delle 1850 lettere di Anne Lister per la propria tesi di laurea, servendosi dei diari per controllare eventi e date. Utilizzando la chiave di Burrell, intuì il contenuto di alcuni brani dei diari, ma decise di non far cenno alla sessualità di Lister, per non "infangare la reputazione della famiglia Lister". A occuparsi veramente dei diari furono la storica Vivien Ingham (1918–1969) e la ricercatrice Phyllis M. Ramsden (nata Crowther, 1905–1985), che, a patire dal 1958 e per 11 anni lessero ciascuno dei 24 volumi per ben due volte. Le due accademiche erano in contrasto riguardo alla divulgazione di dettagli sulla vita privata di Lister, mentre Ingham era favorevole a svelarli, Ramsden era di opinione diversa e, dopo la morte di Ingham, nel suo unico scritto su Lister affermò che "i resoconti cifrati non sono di alcun interesse storico" e "più sono lunghi meno vale la pena, e la noia, di decodificarli".
Fu Helena Whitbread che, nel 1984, imbattutasi in una pagina criptata dei diari di Anne Lister mentre faceva ricerche per la propria tesi di laurea, cominciò a decriptare integralmente i diari, cui dedicò due libri, uno nel 1988, contente estratti dei diari dal 1817 al 1824 ed uno nel 1992, contenente estratti dal 1824 al 1826. Dato l'enorme successo dei libri di Whitbread, l'ormai anziana Muriel Green editò i propri appunti, e pubblicò a sua volta un libro sull'epistolario di Anne Lister. Fra gli accademici che si sono occupati per primi di Anne Lister figura la storica sociale Jill Liddington pubblicando numerosi articoli e diversi volumi. I diari sono stati interamente digitalizzati (grazie a un generoso contributo della sceneggiatrice Sally Wainwright) e la loro libera consultazione è disponibile presso il sito del WYAS - West Yorkshire Archive Service, che li custodisce fisicamente. Nel 2019 WYAS ha attivato il progetto di trascrizione integrale dei diari, i cui progressi sono disponibili online sul loro sito.
Nel 2011 i diari di Anne Lister furono inseriti nel programma Memoria del mondo dell'UNESCO, in parte come testimonianza dei fatti del tempo ma, soprattutto, come esempio di intimo studio della propria sessualità.

## Nella cultura di massa
La vita e l'attiva diaristica di Anne Lister fu portata sul piccolo schermo nel film del 2010 The Secret Diaries of Miss Anne Lister, con Maxine Peake nel ruolo della protagonista.
Nel 2019 è stata prodotta da BBC ed HBO la serie TV Gentleman Jack, scritta da Sally Wainwright in base alla trascrizione dei diari originali, con Suranne Jones nel ruolo di Anne Lister e Sophie Rundle in quello di Ann Walker.
La città di York ha deciso di commemorare la memoria della donna e della sua relazione con Ann Walker con una targa blu profilata con i colori dell'arcobaleno su una parete dell'Holy Trinity Church. La targa, che commemorava il matrimonio di Anne Lister, fu criticata per l'assenza di riferimenti alla sua omosessualità e fu quindi sostituita nel 2019 con una che afferma: "Anne Lister (1791-1840) di Shibden Hall, Halifax, Lesbica e Diarista ricevette i sacramenti qui per suggellare l'unione con Ann Walker, Pasqua 1834".